# گمینا تکوچین
گمینا تکوچین (به لهستانی:  Gmina Tykocin) یک گمینا در لهستان است که در شهرستان بیاوستوک واقع شده‌است. گمینا تکوچین ۲۰۷٫۳۴ کیلومتر مربع مساحت و ۶٬۴۷۷ نفر جمعیت دارد.